# Szerbia és Montenegró hadereje

## Szerbia és Montenegróhaderejének néhány összefoglaló adata
A Daytonban hozott határozatok alapján korlátozzák a fegyveres erők állományát. Ismeretlen, hogy a 2002 közepén megalakult államszövetségben hogyan oszlanak meg (ha egyáltalán megoszlanak) a fegyveres erők. Ezért az alábbiak a 2002 elejei állapotot tükrözik.
Szerbia és Montenegró hadereje nem összekeverendő a 2006-ban Montenegró kiválásával, annak jogutódjaként létrejött Szerbia haderejével. (Szerbia haderejét lásd alább)
- Katonai költségvetés: 654 millió amerikai dollár, a GDP 3,6%-a 2002-ben.
- Teljes személyi állomány: 74 500 fő (kb. 60 000 sorköteles)
- Szolgálati idő: 9 hónap
- Tartalékos: kb. 400 000 fő
- Félkatonai erők: 40 000 fő BM (Belügy Minisztérium) alakulatok
- Mozgósítható lakosság: 2 579 620 fő, melyből katonai szolgálatra alkalmas 2 077 660 fő 2003-ban.

## Szárazföldi erők: 60 000 fő
Állomány
- 6 hadtesttörzs
- 6 páncélozott dandár
- 1 gépesített dandár
- 1 gárdadandár
- 9 gépkocsizódandár
- 1 légideszantdandár
- 1 különleges feladatú dandár
- 1 vegyes tüzérdandár

### Fegyverzet
- kb. 1020 darab harckocsi (T-55, T-74, T-72)
- 557 darab M-80 páncélozott gyalogsági harcjármű
- 200 darab páncélozott szállító jármű (M-609, M-86)

2002 végére összesen 880 darabra csökkentették a fenti mennyiségeket.
- tüzérségi lövegek:
  - vontatott: kb. 710 darab (105 mm-es, 122 mm-es, 130 mm-es, 152 mm-es, 155 mm-es);
  - önjáró 82 darab 122 mm-es
  - 1030 darab 120 mm-es aknavető
- 87 darab rakéta-sorozatvető
- harcászati rakéta: 4 darab Luna
- légvédelmi rakéták: 60 darab SA-6, SA-9, SA-13, 9K34 Sztrela–3, SA-16, SA-18 indító.

## Légierő: 11 000 fő
Állomány:
- 1 repülő-hadtesttörzs
- 1 légvédelmi hadtesttörzs

### Fegyverzet
- 103 darab harci gép
- 44 darab harci helikopter
- 4 század közvetlen támogató, felderítő:
  - 21 darab Orao, 30 darab G–4 Super Galeb
- 2 század vadászrepülő
  - 28 darab MiG-21bisz, 6 darab MiG-21UM, 4 darab MIG-29A és 1 darab MIG-29U
- 1 század felderítő: 10 darab Orao 1, 2 darab MiG-21R)
- szállító: 11 darab An-26, 2 darab Falcon 50 (VIP), 2 darab Jag-40, 2 darab Do-28D
- harci helikopter: 17 darab H-42, H-45, 3 darab Hi-42 (felderítő)
- légvédelmi rakéták: 6 darab SZ–125 Nyeva–M, SA-4, SA-6.

## Haditengerészet: 3500 fő
Hadihajók:
- 4 darab hagyományos tengeralattjáró
- 3 darab fregatt
- 31 darab őr- és partvédelmi hajó
- 10 darab aknarakó-szedő hajó
- 1 darab deszanthajó
- 9 darab vegyes feladatú hajó

### Tengerészgyalogos: 900 fő
- 2 dandár (2-2 zászlóalj)
- 1 parti tüzérezred
- 1 katonai rendőrezred

Az 1999-es NATO és az USA által végrehajtott légi hadműveletek nagy veszteségeket okoztak. Többek között a fegyveres erők felszerelésében is. Ezeknek a pótlását már megkezdték.